# Калиновицька сільська рада
Кали́новицька сільська́ ра́да — адміністративно-територіальна одиниця та орган місцевого самоврядування в Варвинському районі Чернігівської області. Адміністративний центр — село Калиновиця.

## Загальні відомості
- Територія ради: 21,476 км²
- Населення ради: 437 осіб (станом на 2001 рік)

Калиновицька сільська рада створена у 1920 році. Нинішня сільрада стала однією з 14-ти сільських рад Варвинського району і одна з дев'ятьох, яка складається більше, ніж з одного населеного пункту.

## Населені пункти
Сільській раді були підпорядковані населені пункти:
- с. Калиновиця
- с. Булавівщина
- с. Григорівщина
- с. Сіряківщина

## Освіта й господарство
На території сільської ради діє Калиновицька ЗОШ І-го ст., Калиновицький ясла-садок «Барвінок». Функціонує сільськогосподарське ТОВ «Калиновицьке».

## Склад ради
Рада складалася з 12 депутатів та голови.
- Голова ради: Зеленський Іван Васильович
- Секретар ради: Хромеєва Людмила Вікторівна

### Керівний склад попередніх скликань
| Прізвище, ім'я, по батькові | Основні відомості                                                 | Дата обрання | Дата звільнення |
| --------------------------- | ----------------------------------------------------------------- | ------------ | --------------- |
| Зеленський Іван Васильович  | Сільський голова, 1953 року народження, освіта вища, безпартійний | 26.03.2006   | 31.10.2010      |
| Зеленський Іван Васильович  | Сільський голова, 1953 року народження, освіта вища, безпартійний | 31.10.2010   |                 |

Примітка: таблиця складена за даними сайту Верховної Ради України

### Депутати
За результатами місцевих виборів 2010 року депутатами ради стали:

#### За суб'єктами висування
| Суб'єкт висування                                       | Кількість обраних депутатів | %    |
| ------------------------------------------------------- | --------------------------- | ---- |
| Партія регіонів                                         | 8                           | 66,7 |
| Політична партія Всеукраїнське об'єднання «Батьківщина» | 2                           | 16,7 |
| Комуністична партія України                             | 1                           | 8,3  |
| Самовисування                                           | 1                           | 8,3  |

#### За округами
| № округу                                                | Прізвище, ім'я, по батькові    | Дата визнання обраним | Освіта  | Партійна приналежність | Відомості про обраного депутата                                                                    |
| ------------------------------------------------------- | ------------------------------ | --------------------- | ------- | ---------------------- | -------------------------------------------------------------------------------------------------- |
| Комуністична партія України                             |                                |                       |         |                        | |
| 11                                                      | Науменко Надія Іванівна        | 03.11.2010            | середня | позапартійна           | пенсіонер                                                                                          |
| Партія регіонів                                         |                                |                       |         |                        | |
| 1                                                       | Бобошко Сергій Миколайович     | 03.11.2010            | вища    | член Партії регіонів   | ПП"Торгсервісплюс", торговельний агент                                                             |
| 2                                                       | Даниленко Микола Васильович    | 03.11.2010            | середня | позапартійний          | тимчасово не працює                                                                                |
| 3                                                       | Зацаринна Ніна Олександрівна   | 03.11.2010            | середня | член Партії регіонів   | відділ культури і туризму ВарвинськоїРДА, головний бухгалтер                                       |
| 4                                                       | Погрібний Юрій Вікторович      | 03.11.2010            | середня | позапартійний          | СТОВ «ДружбаНова», тракторист                                                                      |
| 5                                                       | Гайдамака Анатолій Миколайович | 03.11.2010            | середня | позапартійний          | автоколона № 2 Прилуцького цеху технологічного транспорту «Чернігівнафтогаз», тракторист           |
| 7                                                       | Дрюк Андрій Васильович         | 03.11.2010            | вища    | позапартійний          | державна пожежна частина-9, старший інспектор                                                      |
| 8                                                       | Приходько Юля Миколаївна       | 03.11.2010            | вища    | позапартійна           | Варвинська загальноосвітня школа I-III ст., вчитель                                                |
| 12                                                      | Денисенко Людмила Василівна    | 03.11.2010            | середня | член Партії регіонів   | ТЦ соціальногообслуговування пенсіонерів та одиноких непрацездатних громадян, соціальний працівник |
| Політична партія Всеукраїнське об'єднання «Батьківщина» |                                |                       |         |                        | |
| 9                                                       | Козярська Лілія Петрівна       | 03.11.2010            | вища    | позапартійна           | тимчасово не працює                                                                                |
| 10                                                      | Онищенко Анатолій Андрійович   | 03.11.2010            | середня | позапартійний          | Прилуцьке управлінняпо газопостачанню та газифікації ВАТ"Чернігівгаз", водій                       |
| Самовисування                                           |                                |                       |         |                        | |
| 6                                                       | Хромеєва Людмила Вікторівна    | 03.11.2010            | середня | позапартійна           | Дошкільнийнавчальнийзаклад"Барвінок", завідувачка                                                  |

## Населення
Згідно з переписом УРСР 1989 року чисельність наявного населення сільської ради становила 560 осіб, з яких 215 чоловіків та 345 жінок.
За переписом населення України 2001 року в сільській раді мешкало 428 осіб.

### Мова
Розподіл населення за рідною мовою за даними перепису 2001 року:
| Мова       | Відсоток |
| ---------- | -------- |
| українська | 95,65 %  |
| російська  | 3,43 %   |
| вірменська | 0,69 %   |
| молдовська | 0,23 %   |